# Бруно II (Фризия)
Бруно II (Bruno II, Brun II, * 1024, † 26 юли 1057) от род Брунони е граф на Брауншвайг и от 1038 г. маркграф на Фризия.

## Биография
Той е най-големият син на маркграф Людолф († 1038) и Гертруда от Фризия († 1077), сестра на папа Лъв IX. Баща му е полубрат на император Хайнрих III. Бруно II е брат на Екберт I и на Матилда, която се омъжва през 1043 г. за Анри I, крал на Франция (Капетинги).
През 1038 г. той сменя баща си Людолф като маркграф на Фризия. През 1057 г. Бруно II е убит в битка с Вилхелм от Бранденбург, архиепископът на Рига. Той е последван от брат му Екберт I.